# Чудовиська (фільм, 1963)
«Чудовиська» (італ. I mostri) — італійсько-французький гротескний фільм 1963 року, що складається з 20 окремих історій, знятий італійським режисером Діно Різі. Також відома його обрізана версія «Opiate '67» або «15 з Риму». Фільм мав величезний успіх у Італії, але був підданий цензурі в Іспанії. У 1977 році був знятий фільм-продовження під назвою «Нові чудовиська».
Кінострічка внесена до списку 100 італійських фільмів, які потрібно зберегти (100 film italiani da salvare), від післявоєнних до вісімдесятих років.

## Назви окремих історій
1. Сентиментальне виховання. Батько вчить сина не дотримуватися заповідей. Минає десять років, і в газетній статтіі описують як син грабує та вбиває батька.
2. Рекомендація. Недолу́гого, дегенеративного вбивцю своїх рідних витягують з дому два здоровенні виродки-карабінери і потім позують перед фоторепортерами.
3. Монстр. Багатий промисловець іде проти залицянь кавалерів до своєї доньки, яка рано дозріла, але робить виняток для старіючого донжуана, який допомагає йому вирішити його проблеми.

1. Як батько
2. Взято з життя
3. Бідний солдат
4. Що за життя!
5. La giornata dell'onorevole
6. Latin lovers (amanti latini)
7. Свідок-волонтер
8. Двоє сиріт
9. Засідка
10. Пожертва
11. Вернісаж
12. Муза
13. Scenda l'oblio

1. Дорога належить кожному. Пішохід, насилу перейшовши через жваву вулицю і проклинаючи на чому світ стоїть автомобілістів, сідає за кермо і дає газу, ледь не переїхавши кілька перехожих, що забари́лися.
2. Опіум народів. Красуня-дружина впускає до будинку коханця, а чоловік сидить у сусідній кімнаті й так поглинений спогляданням телеекрана, що не помічає те, що відбувається поруч.
3. Заповіт святого Франциска. Священик довго опоряджа́ється у перукарні, а потім у телепередачі розмірковує про простоту і самоприниження.
4. Благородне мистецтво. Колишній боксер Гварначчі переконує свого приятеля, також колишнього боксера Антінорі, вийти на ринг і протриматися пару раундів проти чемпіона заради винагороди. Однак противник завдає страшного удару Антінорі, той покалічений і впадає в ідіотизм. У останній сцені фільму Гварначчі котить пляжем інвалідне крісло, в якому сидить Антінорі.

## Нагороди
- 1964: Премія «Золотий кубок» (Італія):
  - найкращому акторові[it] — Уго Тоньяцці
- 1964 Премія на Міжнародному кінофестивалі у Мар-дель-Плата, (Аргентина):
  - найкращий актор — Вітторіо Ґассман, Уго Тоньяцці